# Троїцьке (Чистоозерний район)
Троїцьке (рос. Троицкое) — село у Чистоозерному районі Новосибірської області Російської Федерації.
Входить до складу муніципального утворення Троїцька сільрада. Населення становить 445 осіб (2010).

## Історія
Згідно із законом від 2 червня 2004 року органом місцевого самоврядування є Троїцька сільрада.

## Населення
| 2002 | 2007 | 2010 |
| ---- | ---- | ---- |
| 517  | ↘491 | ↘445 |